# Hans-Joachim Höfig
Hans-Joachim Höfig (* 21. Dezember 1915 in Sprottau, Schlesien; † 21. Dezember 2006 in Ennepetal-Voerde, Nordrhein-Westfalen) war ein deutscher Sportfunktionär.

## Leben
Höfig war Geschäftsführer eines Getränkekonzerns aus Ennepetal. Er gehörte 1951 zu den Gründungsmitgliedern der Basketballabteilung des SSV Hagen. Er war von 1956 bis 1958 Vizepräsident und anschließend bis 1964 Präsident des Westdeutschen Basketball-Verbandes. Von 1964 bis 1973 war er Präsident und seit 1986 Ehrenpräsident des Deutschen Basketball Bundes (DBB). 
1966 gewann er mit dem SSV Hagen die Deutsche Seniorenmeisterschaft im Basketball. 1972 wurde er in das Central Board des Basketball-Weltverbandes FIBA gewählt, von 1965 bis 1974 gehörte er dem Nationalen Olympischen Komitee an.
Höfig war verheiratet und hatte sechs Kinder.
Seit 2007 heißt die DBB-Bundesgeschäftsstelle in Hagen-Wehringhausen zu seinen Ehren Hans-Joachim-Höfig-Haus.